# Костиндор
Костиндор — деревня в Весьегонском районе Тверской области. Входит в состав Чамеровского сельского поселения.

## География
Находится рядом с рекой Смородинкой, в 3 км к югу от села Чистая Дуброва.

## Население
| 2010 |
| ---- |
| 1    |

На 2013 год 2 человека (женщины).

## Этимология
Хвостин Дор → Костин Двор → Костин Дор → Костиндор.